# 글로스트루프시

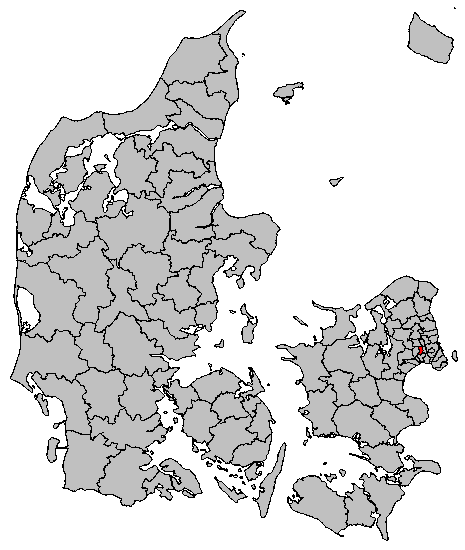
글로스트루프시의 위치

글로스트루프시(덴마크어: Glostrup Kommune)는 덴마크 수도 지역에 위치한 지방 자치체로 행정 중심지는 글로스트루프이며 면적은 13.31km2, 인구는 22,151명(2014년 4월 1일 기준), 인구 밀도는 1,700명/km2이다. 셸란섬에 위치하며 코펜하겐에서 서쪽으로 10km 정도 떨어진 곳에 위치한다.